# 마르첼 라자네아누

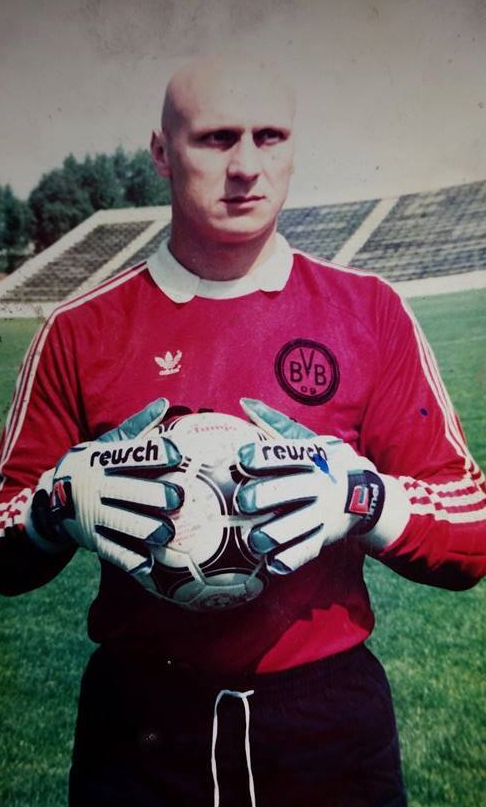

마르첼 라자네아누(영어: Marcel Lăzăreanu, 1959년 6월 21일 ~ )은 루마니아 출신의 축구 선수이다. K리그에서 등록명은 마르첼을 사용하였으며 골키퍼로 활약하였다. 일화 천마 (현 성남 FC)에 1990년 7월 입단하여 1990-1991 두 시즌 동안 시즌 통산 29경기 40실점 (정규리그 20경기 40실점)의 기록을 남겼다. K리그의 첫번째 외국인 골키퍼이자 루마니아 출신의 첫번째 외국인 선수이다. 대머리 외모로 축구선수 율 브리너라는 별명을 얻었고 변호사 출신이었다.